# Ramol
Ramol è una suddivisione dell'India, classificata come municipality, di 27.539 abitanti, situata nel distretto di Ahmedabad, nello stato federato del Gujarat. In base al numero di abitanti la città rientra nella classe III (da 20.000 a 49.999 persone).

## Geografia fisica
La città è situata a 22° 38' 35 N e 72° 46' 34 E.

## Società

### Evoluzione demografica
Al censimento del 2001 la popolazione di Ramol assommava a 27.539 persone, delle quali 15.075 maschi e 12.464 femmine. I bambini di età inferiore o uguale ai sei anni assommavano a 4.194, dei quali 2.358 maschi e 1.836 femmine. Infine, coloro che erano in grado di saper almeno leggere e scrivere erano 17.915, dei quali 10.750 maschi e 7.165 femmine.